# Ophiozonella subtilis
Ophiozonella subtilis är en ormstjärneart som beskrevs av Jean Baptiste François René Koehler 1922. Ophiozonella subtilis ingår i släktet Ophiozonella och familjen Ophiolepididae. Inga underarter finns listade i Catalogue of Life.